# 1-Fenil-1-heptanona
1-Fenil-1-heptanona, 1-fenilheptan-1-ona  ou heptanofenona é o composto orgânico uma cetona aromática de fórmula molecular C13H18O, massa molecular 190,2814 , InChI=1/C13H18O/c1-2-3-4-8-11-13(14)12-9-6-5-7-10-12/h5-7,9-10H,2-4,8,11H2,1H3. É classificado com o número CAS 1671-75-6 e EINECS 216-802-0. Apresenta densidade de 0,935g/cm3, ponto de fusão 17°C, ponto de ebulição 283,3°C a 760 mmHg, índice de refração 1,495 e ponto de fulgor de 111,2°C.